# Fortitude
Fortitude ist eine britische Krimiserie mit Mysteryelementen, die von 2015 bis 2018 ausgestrahlt wurde. Gedreht wurde sie in Reyðarfjörður in Island und in England.

## Handlung
Die Handlung spielt auf der Inselgruppe Spitzbergen im arktischen Gebiet Norwegens, in der fiktiven 800-Einwohner-Siedlung Fortitude.

### Staffel 1
Nach dem Angriff eines Eisbären auf den an einen Sendemast geketteten Geologen Billy Pettigrew liegt dieser schwer verletzt im Schnee und wird bei lebendigem Leib aufgefressen. Der renommierte, aber schwer krebskranke Tierfotograf Henry Tyson beobachtet die Szene und versetzt Pettigrew vermeintlich unabsichtlich den Gnadenschuss. Wenige Monate später entdecken die spielenden Kinder Liam Sutter und Carrie Morgan ein Mammutskelett am zurückgegangenen Gletscher, in welchem Fortitudes Gouverneurin Hildur Odegard ein Eishotel errichten möchte, um den Tourismus zu fördern und Fortitude vom Bergbau unabhängiger zu machen. Kurze Zeit später wird der Wissenschaftler und Umweltschützer Charlie Stoddard brutal ermordet. Durch diese Vorkommnisse sieht die Gouverneurin ihre Pläne, den Ort für den Tourismus zu öffnen, in Gefahr. Der aus London eingeflogene Ermittler Eugene Morton soll zur Aufklärung des Mordes den hiesigen Polizeichef Dan Andersen bei den Ermittlungen unterstützen. Als weitere mysteriöse Ereignisse geschehen, erkennt Morton, dass es um mehr geht als den Mord an Stoddard. Viele Spuren, vor allem Fotos von Henry Tyson, führen ihn auch zum ungewöhnlichen Tod des Geologen Pettigrew, der aus Rache für eine versuchte Vergewaltigung von Andersen an den Funkmast gekettet und damit hilflos den ausgehungerten Eisbären ausgeliefert wurde.
Die mysteriösen Ereignisse verdichten sich auf parasitäre, prähistorische Schlupfwespen, die vom Körper des Mammut auf menschliche Wirte übertragen wurden und bei diesen psychotisches Verhalten hervorrufen.

### Staffel 2
Mit der Sprengung des Mammut-Friedhofs scheint die Gefahr beseitigt. Ein mit einem exakten Schnitt enthaupteter Männerkörper, das Verschwinden von Polizeichef Dan Andersen und die Totalkontrolle durch die Regierung in Oslo beschäftigen Gouverneurin Hildur Odegard. Immerhin kann sie ihren Mann Eric von der weiteren Suche nach Andersen abhalten, bis der plötzlich aus dem Nichts auftaucht. Er hat eine akute Alkoholvergiftung und wird als Notfallpatient behandelt. Odegard trifft sich im „Fortitude Arctic Research Centre“ mit dem neuen Mitglied Dr. Khatri, einer Virenexpertin, der das abgelegene Fortitude das ideale Forschungsumfeld bietet. Odegard wird aus fadenscheinigen Gründen als Gouverneurin abgesetzt. Unterdessen verfolgt ihr Mann Eric Hinweise nach einem Geologen, der das enthauptete Opfer sein könnte und zuvor im Kongo unterwegs war. Plötzlich dringt ein Eisbär bis in die Schule vor – ein völlig untypisches Verhalten, ebenso wie später das Rentier, das scheinbar einen verendeten Eisbären ausweidet. Dan Andersen steht aus dem Krankenbett auf, als ob nichts geschehen war, und besucht im Forschungszentrum seinen Schwarm Elena Ledesma, die als einzige die parasitären Schlupfwespen überlebt hat und nun von Dr. Khatri untersucht wird. Mitten in der Nacht wird ein weiteres, enthauptetes, diesmal weibliches, Opfer, die Verkäuferin Bianca, gefunden. Von einem Schamanen veranstaltete „Rentiersaft-Partys“ könnten eine Erklärung für den Zusammenhang der beiden geköpften Opfer liefern: den Tieren werden muscimolhaltige Pilze verabreicht und der Urin wird getrunken. Nach Meinung Eric Odegards, dem Nachfolger Dan Andersens, steckt allerdings ein gefährlicher Psychopath hinter den Morden. Bei der Trauerfeierlichkeit für Bianca taucht ein vermummter Fremder, Vladek, auf, der als vermeintlicher Täter identifiziert, bei seiner Flucht angeschossen, aber nicht dingfest gemacht werden kann. In dem Schuppen, in den er geflüchtet war, findet Eric Odegard eine Reisetasche mit Biancas Kopf. Der kommissarische Gouverneur Erling Munk scheint das Vergehen an Bianca in Auftrag gegeben zu haben. Hildur Odegard erhält ungewöhnliche Post aus Vukobejina, dem russischen Grenzdorf zu Norwegen. Darin befinden sich Dokumente und ein Film aus dem Jahr 1942, in dem über eine Plage parasitärer Wespen in einem ungewöhnlich warmen Sommer berichtet wurde. Der einzige Überlebende soll damals 16 Menschen getötet und über eine unglaubliche Geweberegeneration verfügt haben. Dan Andersen schaltet die lebenserhaltenden Maßnahmen für Elena Ledesma ab, die plötzlich und völlig unerwartet Dr. Khatri überwältigen und gemeinsam mit Andersen fliehen kann. Vladek rächt sich am Mörder von Bianca, und Eric Odegard kommt zu spät. Vladek gesteht den Mord am Geologen gegenüber seiner Vertrauten, Freya Lennox. Als Hildur Odegard Erling Munk an einem gefährlichen vor kurzem entstandenen Erdfall in der Straße mit seinen Machenschaften konfrontiert, stürzt Odegard in das Loch. Munk kann sie erst noch halten, lässt aber dann doch ihre Hand los und sie stürzt in den unterirdischen Fluss. Er versteckt Odegards Wagen. Die folgenden Handlungen um Freya, Vladek, Elena, Dan und „Diavol“ deuten auf Schamanismus hin. Endlich wird Hildur Odegard im eisigen Wasser entdeckt und von Andersen tot geborgen, der möglicherweise eine erstaunliche Widerstandskraft und Regenerationsfähigkeit durch den Parasiten entwickelt hat. Das geht einher mit unkontrolliertem Verhalten. Munk gefällt natürlich der erste Gedanke der Polizei an Selbstmord, kann aber nicht verhindern, dass Andersen wieder den Dienst aufnimmt. Der kommt recht schnell darauf, dass Vladek eine Rolle spielt, muss sich aber von diesem aus dem Forschungscenter in dessen Höhle entführen lassen. Vladek macht Andersen für die aktuellen und vergangenen, dämonenhaften Ereignisse verantwortlich. Er flößt ihm und sich Rentiersaft ein und begründet seine abartige Motivation, den Geologen getötet zu haben. Freya Lennox bekommt dies mit, legt Feuer und wird von Vladek ins  Krankenhaus gebracht. Unterdessen haben auch Michael Lennox und Tochter Ingrid, die Polizistin, auf der Suche nach Freya Lennox Vladeks Unterwelt entdeckt und können den festgenagelten Dan Andersen befreien. Nicht nur das: sie finden endlich Odegards versteckten Wagen. Andersen richtet Vladek und kann die Kneipengänger Fortitudes aufwiegeln, indem er behauptet, Munk habe Hildur Odegard ins Straßenloch gestoßen. Der Mob übt Rache an Erling Munk. In der Schlussszene begrüßt Polizistin Petra ihren Chef Dan Andersen im Sessel der Gouverneurin: „Du bist zurück.“

### Staffel 3
Die Handlung setzt mehrere Wochen nach Ende der zweiten Staffel ein. Polizeichef Dan Andersen wird immer unberechenbarer und hat ein Verhältnis mit der Polizistin Petra Bergen. Der Fischer Michael Lennox ist endgültig dem Alkohol verfallen. Die Wissenschaftler Vincent Rattrey und Natalie Yelburton versuchen die durch Natalies Infektion hervorgerufenen Blindheit mit Hilfe eines Stiches des letzten überlebenden Exemplars der von dem geheimnisvollen Parasiten befallenen Schlupfwespe zu heilen. Die Sonderermittlerin Ingeborg Myklebust und ihr Assistent Torsten Øby wurden aus Oslo abgeordnet, um den Tod
von Gouverneur Erling Munk zu untersuchen. Sie haben den Verdacht, dass dieser ermordet wurde, und scheinen kurz vor der Aufklärung des Verbrechens zu stehen. Als die Pharmaunternehmerin Elsa Schenthal, die sich als die Drahtzieherin hinter den Forschungen von Dr. Sarinda Khatri herausstellt, nach Fortitude kommt entwickeln sich die Ereignisse dramatisch.

## Hintergrund
Im April 2013 wurde bekannt, dass der US-amerikanische Pay-TV-Sender Starz und Sky Großbritannien die 13-teilige Serie Fortitude für 2014 bestellten. Als Schauspieler wurden Anfang 2014 unter anderem Stanley Tucci, Michael Gambon, Christopher Eccleston und Sofie Gråbøl bekanntgegeben. Gleichzeitig gab Starz den Ausstieg aus dem Projekt bekannt.
Nach dem Ende der britischen Erstausstrahlung am 9. April 2015 wurde die Serie um eine zweite Staffel verlängert. Die Dreharbeiten zur zehnteiligen zweiten Staffel begannen im Februar 2016 und fanden im Norden Islands statt. Als neue Schauspieler wurden unter anderem Dennis Quaid, Parminder Nagra und Michelle Fairley verpflichtet.
Die Idee zu Fortitude stammt von Simon Donald, der bereits das Drehbuch für die 2006 erschienene zweiteilige britische Miniserie Low Winter Sun schrieb, welche 2013 in einem gleichnamigen US-Remake erschien. Als Vorlage für den Ort der Handlung diente Longyearbyen, die größte Siedlung auf der zu Norwegen gehörenden Inselgruppe Spitzbergen. Gedreht wurde die Serie jedoch in Reyðarfjörður, einem Ort im Osten Islands.

## Ausstrahlung
Die englische Erstausstrahlung der ersten Staffel lief in Großbritannien im Pay-TV-Sender Sky vom 29. Januar bis zum 9. April 2015. Im US-amerikanischen Fernsehen wurde die Serie im gleichen Zeitraum von Pivot ausgestrahlt, in Kanada lief sie auf Super Channel. Die deutsche Erstausstrahlung wurde vom 3. März bis 19. Mai 2015 auf Sky Atlantic HD ausgestrahlt. Arte zeigte die erste Staffel vom 19. Januar bis 10. Februar 2017.
In Großbritannien lief die zweite Staffel von Fortitude vom 26. Januar bis 30. März 2017. Sky Atlantic HD zeigte die deutsche Erstausstrahlung von Staffel 2 vom 28. Februar bis 2. Mai 2017.

## Besetzung und Synchronisation
Die deutsche Synchronisation entstand unter der Dialogregie von Mario von Jascheroff und nach einem Dialogbuch von Ronald Nitschke durch die Interopa Film GmbH in Berlin.
| Rollenname           | Schauspieler            | Folge                | Synchronsprecher                                         | Rollenbeschreibung                                 |
| -------------------- | ----------------------- | -------------------- | -------------------------------------------------------- | -------------------------------------------------- |
| Dan Andersen         | Richard Dormer          | 1.01–3.04            | Ronald Nitschke                                          | Polizeichef                                        |
| Hildur Odegard       | Sofie Gråbøl            | 1.01–2.06, 3.02–3.04 | Katrin Fröhlich                                          | Gouverneurin von Fortitude                         |
| Eric Odegard         | Björn Hlynur Haraldsson | 1.01–3.04            | Sven Gerhardt                                            | Polizist und Ehemann der Gouverneurin              |
| Ingrid Witry         | Mia Jexen               | 1.01–3.04            | Nadine Heidenreich                                       | Polizistin                                         |
| Petra Bergen         | Alexandra Moen          | 1.01–3.04            | Sandrine Mittelstädt                                     | Polizistin                                         |
| Elena Ledesma        | Verónica Echegui        | 1.01–2.09            | Victoria Sturm                                           | Hotelangestellte                                   |
| Charlie Stoddard     | Christopher Eccleston   | 1.01–1.10            | Bernd Vollbrecht                                         | Wissenschaftler und Umweltschützer                 |
| Eugene Morton        | Stanley Tucci           | 1.03–1.10            | Lutz Mackensy                                            | Ermittler der Londoner Polizei                     |
| Henry Tyson          | Michael Gambon          | 1.01–1.09, 3.04      | Otto Mellies                                             | Tierfotograf                                       |
| Frank Sutter         | Nicholas Pinnock        | 1.01–1.10            | Charles Rettinghaus                                      | SAR-Pilot                                          |
| Julia „Jules“ Sutter | Jessica Raine           | 1.01–1.04, 1.06–1.11 | Nicole Hannak                                            | Frau von Frank Sutter                              |
| Natalie Yelburton    | Sienna Guillory         | 1.01–3.04            | Tanya Kahana (Staffel 1–2) Marieke Oeffinger (Staffel 3) | Wissenschaftlerin                                  |
| Vincent Rattrey      | Luke Treadaway          | 1.01–3.04            | Constantin von Jascheroff                                | Doktorand                                          |
| Tavrani Tavra        | Ramon Tikaram           | 1.02–2.05            | Mario von Jascheroff                                     | Tierpräparator und Inuit-Experte                   |
| Michael Lennox       | Dennis Quaid            | 2.01–3.04            | Bernd Rumpf                                              | Fischer                                            |
| Freya Lennox         | Michelle Fairley        | 2.01–2.10            | Elisabeth Günther                                        | Frau von Michael Lennox                            |
| Dr. Sarinda Khatri   | Parminder Nagra         | 2.02–2.10, 3.03      | Sonja Spuhl                                              | Wissenschaftlerin                                  |
| Vladek Klimov        | Robert Sheehan          | 2.01–2.10            | Konrad Bösherz                                           | Schamane                                           |
| Erling Munk          | Ken Stott               | 2.01–2.10            | Michael Pan                                              | kommissarischer Gouverneur von Fortitude           |
| Elsa Schenthal       | Aliette Opheim          | 3.01–3.04            | Vera Teltz                                               | Unternehmerin des gleichnamigen Pharmaunternehmens |
| Boyd Mulvihill       | Abubakar Salim          | 3.01–3.03            | Tommy Morgenstern                                        | Gehilfe und Mann von Elsa                          |
| Ingeborg Myklebust   | Maria Schrader          | 3.01–3.03            | Maria Schrader                                           | Ermittlerin aus Oslo                               |
| Torsten Øby          | Set Sjöstrand           | 3.01–3.03            | Sebastian Kluckert                                       | Assistent von Myklebust                            |
| Trude                | Jördis Richter          | 3.01–3.04            | Jördis Richter                                           | Barkeeperin                                        |
| Annie Burgess        | Brigid Zengeni          | 3.03–3.04            |                                                          | Gerichtsmedizinerin und Geliebte von Myklebust     |

## Episodenliste

### Staffel 1
| Nr. (ges.) | Nr. (St.) | Deutscher Titel     | Originaltitel  | Erstausstrahlung UK | Deutschsprachige Erstausstrahlung (D) | Regie            | Drehbuch                        |
| ---------- | --------- | ------------------- | -------------- | ------------------- | ------------------------------------- | ---------------- | ------------------------------- |
| 1          | 1         | Tod im Eis          | Episode One    | 29. Jan. 2015       | 3. März 2015                          | Sam Miller       | Simon Donald                    |
| 2          | 2         | Windspiele          | Episode Two    | 29. Jan. 2015       | 10. März 2015                         | Sam Miller       | Simon Donald                    |
| 3          | 3         | Gesetz des Sterbens | Episode Three  | 5. Feb. 2015        | 17. März 2015                         | Sam Miller       | Simon Donald                    |
| 4          | 4         | Blut                | Episode Four   | 12. Feb. 2015       | 24. März 2015                         | Sam Miller       | Simon Donald                    |
| 5          | 5         | DNA                 | Episode Five   | 19. Feb. 2015       | 31. März 2015                         | Richard Laxton   | Simon Donald                    |
| 6          | 6         | Mordrausch          | Episode Six    | 26. Feb. 2015       | 7. Apr. 2015                          | Richard Laxton   | Simon Donald                    |
| 7          | 7         | Shirley             | Episode Seven  | 5. März 2015        | 14. Apr. 2015                         | Hettie Macdonald | Simon Donald                    |
| 8          | 8         | Auf eigene Faust    | Episode Eight  | 12. März 2015       | 21. Apr. 2015                         | Hettie Macdonald | Ben Richards                    |
| 9          | 9         | Tupilak             | Episode Nine   | 19. März 2015       | 28. Apr. 2015                         | Nick Hurran      | Ben Richards                    |
| 10         | 10        | Autopsie            | Episode Ten    | 26. März 2015       | 5. Mai 2015                           | Nick Hurran      | Tom Butterworth & Chris Hurford |
| 11         | 11        | Parasit             | Episode Eleven | 2. Apr. 2015        | 12. Mai 2015                          | Nick Hurran      | Tom Butterworth & Chris Hurford |
| 12         | 12        | Feuer               | Episode Twelve | 9. Apr. 2015        | 19. Mai 2015                          | Sam Miller       | Simon Donald                    |

### Staffel 2
| Nr. (ges.) | Nr. (St.) | Deutscher Titel        | Originaltitel | Erstausstrahlung UK | Deutschsprachige Erstausstrahlung (D) | Regie            | Drehbuch                        |
| ---------- | --------- | ---------------------- | ------------- | ------------------- | ------------------------------------- | ---------------- | ------------------------------- |
| 13         | 1         | Blutrotes Polarlicht   | Episode One   | 26. Jan. 2017       | 28. Feb. 2017                         | Hettie Macdonald | Simon Donald                    |
| 14         | 2         | Rentiersaft            | Episode Two   | 2. Feb. 2017        | 7. März 2017                          | Hettie Macdonald | Tom Butterworth & Chris Hurford |
| 15         | 3         | Vukobejina             | Episode Three | 9. Feb. 2017        | 14. März 2017                         | Hettie Macdonald | Simon Burke                     |
| 16         | 4         | Schamane               | Episode Four  | 16. Feb. 2017       | 21. März 2017                         | Kieron Hawkes    | Simon Burke                     |
| 17         | 5         | Zwischen Leben und Tod | Episode Five  | 23. Feb. 2017       | 28. März 2017                         | Kieron Hawkes    | Simon Donald                    |
| 18         | 6         | Ultimatum              | Episode Six   | 2. März 2017        | 4. Apr. 2017                          | Metin Hüseyin    | Simon Burke                     |
| 19         | 7         | Das Reich der Toten    | Episode Seven | 9. März 2017        | 11. Apr. 2017                         | Metin Hüseyin    | Simon Donald                    |
| 20         | 8         | Gift                   | Episode Eight | 16. März 2017       | 18. Apr. 2017                         | Kieron Hawkes    | Simon Burke                     |
| 21         | 9         | Ritual                 | Episode Nine  | 23. März 2017       | 25. Apr. 2017                         | Kieron Hawkes    | Simon Donald                    |
| 22         | 10        | So viele Monster       | Episode Ten   | 30. März 2017       | 2. Mai 2017                           | Kieron Hawkes    | Simon Donald                    |

### Staffel 3
| Nr. (ges.) | Nr. (St.) | Deutscher Titel | Originaltitel | Erstausstrahlung UK | Deutschsprachige Erstausstrahlung (D) | Regie         | Drehbuch     |
| ---------- | --------- | --------------- | ------------- | ------------------- | ------------------------------------- | ------------- | ------------ |
| 23         | 1         | Jungbrunnen     | Episode One   | 6. Dez. 2018        | 21. Dez. 2018                         | Kieron Hawkes | Simon Donald |
| 24         | 2         | Überlebenskampf | Episode Two   | 13. Dez. 2018       | 28. Dez. 2018                         | Kieron Hawkes | Simon Donald |
| 25         | 3         | Im Keller       | Episode Three | 20. Dez. 2018       | 4. Jan. 2019                          | Kieron Hawkes | Simon Donald |
| 26         | 4         | Das Ende        | Episode Four  | 27. Dez. 2018       | 11. Jan. 2019                         | Kieron Hawkes | Simon Donald |